# Таптунов Юрій Іванович
Таптуно́в Ю́рій Іва́нович (нар. 4 жовтня 1940, Кременчук — пом. 29 грудня 1978) — радянський офіцер, Герой Радянського Союзу. За період служби нагороджений орденом Леніна, медалями.
командир електромеханічної бойової частини (БЧ-5) ракетного підводного крейсера стратегічного призначення (РПК СН) «К -171» Червонопрапорного Тихоокеанського флоту, капітан 2-го рангу.

## Біографія
Народився 4 жовтня 1940 року в місті Кременчук Полтавської області, Україна в сім'ї службовця. Українець. Член КПРС з 1965 року. Закінчив 10 класів.
З 1948 по 1958  рр. навчався у середній школі № 4. Восени 1959 р. був направлений на навчання до Ленінградського вищого військово-морського інженерного училища ім. Дзержинського. Після закінчення училища проходив службу на Північному флоті, потім був переведений на Тихоокеанський флот. Підводний флот був для Юрія Таптунова не лише місцем служби, а й справою всього життя. 
У Військово-Морському Флоті з 1959 року. У 1965 році закінчив Вище військово-морське інженерне училище імені Ф. Е. Дзержинського. Служив на Червонопрапорний Північному і Тихоокеанському флотах.
Командир БЧ-5 РПК СН «К -171» капітан 3-го рангу Юрій Таптунов у складі екіпажу цього атомного підводного човна (командир капітан 1-го рангу Ломов Е. Д.) брав участь в першому переході РПК СН проекту 667-б з Північного на Тихоокеанський флот: через Атлантичний океан, протоку Дрейка, в Тихий океан. У тому, що в період 80-добового походу жоден механізм атомохода не вийшов з ладу, і в тому, що відповідальне урядове завдання екіпаж «К-171» виконав на оцінку «відмінно», велика заслуга командира БЧ-5 Ю. І. Таптунова.
За успішне виконання завдань командування і проявлені при цьому мужність і відвагу Указом Президії Верховної Ради СРСР від 25 травня 1976 капітан 3-го рангу Таптунову Юрію Івановичу присвоєно звання Героя Радянського Союзу з врученням ордена Леніна і медалі «Золота Зірка» (№ 11421).
Продовжуючи службу командиром електромеханічної бойової частини РПК СН «К-171», капітан 2-го рангу Таптунов Ю. І. 29 грудня 1978 на кришку непрацюючого реактора підводного крейсера потрапила вода. Командир БЧ-5 Таптунов вирішив випарувати воду. Коли піднялася температура і різко підвищився тиск, трапилося несподіване: не відкрився штатний люк. Юрій Таптунов та ще двоє підводників загинули при виконанні службових обов'язків. 
Похований у місті Колпіно Ленінградської області.

## Нагороди, пам'ять
За період служби нагороджений орденом Леніна і медалями.
У місті Кременчуці на Алеї Героїв, .
На Алеї Героїв у сквері ім. О.Бабаєва на граніті висічене фото та ім'я Юрія Таптунова.
У 2007 р. на карті Кременчука з’явився провулок Ю.Таптунова (мікрорайон Ревівка, на перетині з вул. Луговою).
У 2003 році на будинку школи № 4 (нині ліцей № 4)  встановлена меморіальна дошка  (30*48*2 см) з пам’ятним написом у 4 рядки: «Тут навчався Герой Радянського Союзу капітан ІІ рангу Таптунов Ю.І.».